# فراگتاون، شهرستان کلارک، ویرجینیا
فراگتاون (به انگلیسی: Frogtown) یک منطقهٔ مسکونی در ایالات متحده آمریکا است که در شهرستان کلارک، ویرجینیا واقع شده‌است.